# Montamat
Montamat är en kommun i departementet Gers i regionen Occitanien i sydvästra Frankrike. Kommunen ligger i kantonen Lombez som tillhör arrondissementet Auch. År 2022 hade Montamat 109 invånare.

## Befolkningsutveckling
Antalet invånare i kommunen Montamat
Referens:INSEE